# Молодіжне (Алчевський район)
Молодіжне — селище в Україні, у  Кадіївській міській громаді Алчевського району Луганської області. Населення становить 367 осіб. Орган місцевого самоврядування — Березівська сільська рада.
Знаходиться на тимчасово окупованій території України.
Відповідно до Розпорядження Кабінету Міністрів України від 12 червня 2020 року № 717-р «Про визначення адміністративних центрів та затвердження територій територіальних громад Луганської області» увійшло до складу Кадіївської міської громади.

## Географія
На північний захід від селища проходить лінія розмежування сил на Донбасі (див. Мінська угода (2015)). Сусідні населені пункти: село Катеринівка на північному заході, місто Золоте, селище Березівське на північному сході, місто Сокологірськ на південному сході, село Новоолександрівка на південному заході.

## Історія
Поселення утворено в 30-х роках XX століття в зв'язку з організацією радгоспу імені Менжинського. Попередня назва — Селище імені Менжинського, перейменоване в 50-ті роки ХХ століття.[джерело?]
З серпня 2014 року селище знаходиться на лінії протистояння українських військових і сепаратистів Донбасу.

## Населення
За даними перепису 2001 року населення селища становило 367 осіб, з них 13,62 % зазначили рідною українську мову, а 86,38 % — російську.

## Соціальна сфера
У селищі розташована загальноосвітня школа, свиноферма.[джерело?]

## Пам'ятки
На околицях селища виявлено курганний могильник з 4-ма курганами, 1 окремий курган.[джерело?]